# Самуил (село)
Самуил (болг. Самуил) — село в Болгарии. Находится в Разградской области, входит в общину Самуил. Население составляет 1 606 человек.

## Политическая ситуация
Самуил подчиняется непосредственно общине и не имеет своего кмета.
Кмет (мэр) общины Самуил — Бейтула Сали Мюмюн (коалиция партий: Движение за права и свободы (ДПС), Земледельческий народный союз (ЗНС), национальное движение «Симеон Второй» (НДСВ)) по результатам выборов в правление общины.